# معازيب رحبان (بعدان)

تعديل مصدري - تعديل

معازيب رحبان محلة تابعة لقرية رحبان السفلى، التابعة لعزلة الحرث بمديرية بعدان إحدى مديريات محافظة إب في الجمهورية اليمنية، بلغ تعداد سكانها 77 حسب تعداد اليمن لعام 2004.